# Mammillaria albiflora
Mammillaria albiflora (укр. Мамілярія альбіфлора, Мамілярія білоквіткова) — сукулентна рослина з роду мамілярія родини кактусових.

## Загальна біоморфологічна характеристика
Рослини зазвичай поодинокі, іноді формують групи зі стеблами, що практично суцільно покриті колючками.
| Орган              | Опис                                                                                 |
| ------------------ | ------------------------------------------------------------------------------------ |
| Стебло             | злегка циліндричне, тонке, до 5 см заввишки або більше, 1-2 см в діаметрі.           |
| Епідерміс          |                                                                                      |
| Маміли             | маленькі, без молочного соку.                                                        |
| Аксили             | голі.                                                                                |
| Центральні колючки | немає.                                                                               |
| Радіальні колючки  | 60-80, короткі, білі, тонкі, чергуються.                                             |
| Квіти              | білі з ясно-рожевим відливом, до 35 мм завдовжки, 25 мм в діаметрі.                  |
| Плоди              | розташовані нижче колючок, але вони не занурені в стебло, як у Mammillaria herrerae. |
| Насіння            | чорне.                                                                               |

## Близькі види
Вид близький до Mammillaria herrerae, але у Mammillaria albiflora стебло тонше і колючок менше, ніж у Mammillaria herrerae, у якої їх 100 і більше.

## Ареал
Mammillaria albiflora є ендемічною рослиною Мексики. Ареал розташований у штаті штат Гуанахуато на висоті від 2 160 до 2 200 метрів над рівнем моря у спекотних пустелях.

## Охоронний статус та заходи по збереженню
Mammillaria albiflora входить до Червоного Списку Міжнародного Союзу Охорони Природи на межі зникнення (CR).
Охороняється Конвенцією про міжнародну торгівлю видами дикої фауни і флори, що перебувають під загрозою зникнення (CITES).